# Carl Björeman
Karl (Carl) Erik Björeman, född 8 juni 1924 i Östra Ryds församling i Östergötlands län, död 10 september 2020 i Danderyds distrikt i Stockholms län, var en svensk officer i armén.

## Biografi
Björeman inledde 1941 sin militära bana som volontär vid Livgrenadjärregementet, som han tillhörde fram till 1948. Han gick 1944–1945 Infanteriets officersaspirantskola och 1945–1948 Försvarets läroverk i Uppsala. Åren 1948–1949 var han officersaspirant vid Jämtlands fältjägarregemente. Han avlade officersexamen vid Kungliga Krigsskolan 1949 och utnämndes samma år till fänrik vid Upplands regemente, där han 1951 befordrades till löjtnant. År 1957 lämnade han Upplands regemente för att under några månader tjänstgöra som observatör i Korea. Han studerade 1957–1959 vid Kungliga Krigshögskolan, befordrades 1959 till kapten och var ställföreträdande kompanichef vid Jämtlands fältjägarregemente 1959–1960, varefter han 1960–1962 var aspirant i Generalstabskåren och 1961–1964 tjänstgjorde vid Operationsledning III i Försvarsstaben. Han var 1964–1966 lärare vid Armélinjen på Militärhögskolan och var kompanichef vid Norrbottens regemente under 1966. Efter att 1966 ha befordrats till major var han avdelningschef vid staben i Östra militärområdet 1966–1968. År 1968 befordrades han till överstelöjtnant och han tjänstgjorde 1968–1971 vid Operationsledning 2 i Försvarsstaben, varpå han var bataljonschef vid Hälsinge regemente 1971–1973 och 1973 studerade vid Försvarshögskolan. År 1974 befordrades han till överste och var under 1974 befälhavare för Jämtlands försvarsområde innan han 1974–1976 var brigadchef för Jämtlandsbrigaden vid Jämtlands fältjägarregemente. Han befordrades 1976 till överste av första graden och var 1976–1980 chef för Operationsledning 1 och 2 vid Försvarsstaben. År 1980 befordrades han till generalmajor och var stabschef i Södra militärområdet 1980–1984, varefter han 1984 befordrades till generallöjtnant och var befälhavare för samma militärområde 1984–1988. År 1988 inträdde han i reserven.
Björeman var under lång tid en flitig debattör i försvarsfrågor. Han var verksam som skribent i Vårt försvar 1964–1980, i Dagens Nyheter 1979–1988 och i Kristianstadsbladet 1991–2003. Han skrev åtta böcker, däribland sina memoarer Soldat och general under kalla kriget (2005).
Carl Björeman invaldes 1969 som ledamot av Kungliga Krigsvetenskapsakademien. Han är begravd på Galärvarvskyrkogården i Stockholm.

## Utmärkelser
- Riddare av Svärdsorden, 6 juni 1967.[9]

## Publicerade böcker
- Björeman, Carl (1983). Säkerhetspolitisk vardag och militärt försvar. Stockholm: Centralförbundet Folk och Försvar.
- Björeman, Carl (1986). Reformera armén. En säkerhetspolitisk nödvändighet. Stockholm: Centralförbundet Folk och Försvar.
- Björeman, Carl (1989). Landet under missilbanorna. Stockholm: Timbro. ISBN 91-7566-177-2.
- Björeman, Carl (2005). Soldat och general under kalla kriget. Vi hade en gång en försvarsmakt. Hallstavik: Svenskt Militärhistoriskt Bibliotek. ISBN 91-975315-5-3.
- Björeman, Carl (2009). År av uppgång, år av nedgång. Försvarets ödesväg under beredskapsåren och det kalla kriget. Försvaret och det kalla kriget. "20". Stockholm: Svenskt Militärhistoriskt Bibliotek. ISBN 978-91-85789-58-0, PDF.
- Björeman, Carl (2011). Försvarets förfall. Konsten att lägga ned försvaret utan att någon bryr sig. Försvaret och det kalla kriget. "29". Stockholm: Santérus. ISBN 978-91-7359-048-8.
- Björeman, Carl (2013). Var vi redo? Svenska armén under kalla kriget. Försvaret och det kalla kriget. "43". Stockholm: Svenskt militärhistoriskt biblioteks Förlag. ISBN 978-91-86837-54-9, PDF.
- Björeman, Carl (2017). Sex överbefälhavare söker en roll. Tvekampen mellan det territoriella och det teknologiska försvaret under det kalla kriget. Försvaret och det kalla kriget. "53". Stockholm: Forskningsprojektet Försvaret och det kalla kriget. ISBN 978-91-980498-3-1.